# بيلي أوبراين (لاعب كرة قاعدة)
بيلي أوبراين (بالإنجليزية: Billy O'Brien)‏ هو لاعب كرة قاعدة أمريكي، ولد في 14 مارس 1860 في ألباني في الولايات المتحدة، وتوفي في 26 مايو 1911 في كانساس سيتي في الولايات المتحدة.

## وصلات خارجية
- بيلي أوبراين على موقعبيزبول رفرنس.كوم (الدوري الرئيسي) (الإنجليزية)
- بيلي أوبراين على موقعبيزبول رفرنس.كوم (الدوري الثانوي) (الإنجليزية)